# جومپی آرای (بازیکن فوتبال، زاده ۱۹۹۴)
جومپی آرای (ژاپنی: 新井 純平؛ زادهٔ ۱۲ نوامبر ۱۹۹۴) یک بازیکن فوتبال اهل ژاپن است.
از باشگاه‌هایی که در آن بازی کرده‌است می‌توان به باشگاه فوتبال یوکوهاما و باشگاه فوتبال ریوکیو اشاره کرد.